# In the Name of Love (chanson de Monika Kuszyńska)
Pour les articles homonymes, voir In the Name of Love.
Chansons représentant la Pologne au Concours Eurovision de la chanson
My Słowianie
(2014) Color of Your Life
(2016)
In the Name of Love (en français « Au nom de l'amour ») est la chanson de Monika Kuszyńska qui représente la Pologne au Concours Eurovision de la chanson 2015 à Vienne, en Autriche.
Le 21 mai 2015, lors de la 2de demi-finale, elle termine à la 8e place avec 57 points et est qualifiée pour la finale le 23 mai 2015, au cours de laquelle elle termine à la 23e place avec 10 points.